# Toyota Venza
O Venza é um sedan crossover da Toyota totalmente desenvolvido nos Estados Unidos.

## Classificação
Na verdade a classificação do Venza como um Crossover não é muito clara. A Toyota diz que o Venza mistura o "estilo e comforto de um carro de passageiros com a flexibilidade de um utilitário esportivo". De acordo com a Toyota, o Venza não é nem uma perua ou um utilitário esportivo, mas na verdade é focado em consumidores que querem mais espaço interno do que um Toyota Camry, mas que seja menor do que um Toyota Highlander.